# 部分和問題
部分和問題（ぶぶんわもんだい）は、計算複雑性理論・暗号理論における問題で、与えられた n 個の整数 a1,...,an から部分集合をうまく選んで、その集合内の数の和が与えられた数 N に等しくなるようにできるかどうかを判定する問題である。NP完全であることが知られている。
部分和問題は、分割問題 (Number Partitioning) の一般形でもある。分割問題とは、与えられた n 個の整数 a1,...,an を二つの集合に分け、各々の集合内の数の和がもう一方の集合内の数の和と等しくなるようにできるかどうかを判定する問題である。分割問題も、NP完全であることが示されている。
たとえば、「{1,3,7,10,13} の部分和で、和が 21 になるものは存在するか？」であれば存在する（{1,7,13}である）、が答えである。また「{2,4,6,8,10} の部分和で、和が 19 になるものは存在するか？」であれば、存在しない（どんな部分和も偶数にしかならない）、が答えである。

部分和問題は、ナップサック問題に含まれるため、動的計画法等の手法で解くことができる。（詳しくは、ナップサック問題の項を参照。）